# Pomoxis nigromaculatus
Pomoxis nigromaculatus là một loài cá nước ngọt trong họ cá thái dương Centrarchidae thuộc bộ cá vược được tìm thấy ở Bắc Mỹ, chúng thuộc một trong hai loài cá Crappie (chi Pomoxis). Chúng rất giống với cá Crappie trắng (Pomoxis annularis) về kích thước, hình dạng và thói quen, ngoại trừ nó có màu tối hơn với một dãi những đốm đen. Chúng là loài cá mắn đẻ.

## Đặc điểm
Crappie đen được xác định chính xác nhất bởi bảy hoặc tám gai trên vây lưng của nó (trong khi đó cá Crappie trắng có năm hoặc sáu gai lưng). Crappie đen có một cơ thể nén sâu và theo chiều ngang. Chúng thường có màu xám bạc hoặc xanh lá cây và có vạch màu đen hoặc không đều trên toàn bộ cơ thể. Cá Crappie đen có hàng đốm đen trên vây lưng, hậu môn và vây đuôi. Đây là những điểm khá quan trọng để phân biệt hai loài cá này
Vây lưng và hậu môn của cả hai loài cá đen và trắng đề giống nhau trong khía cạnh hình dạng. Chúng đều có miệng rộng mở rộng đến dưới mắt, và đôi môi mỏng gợi ý về thói quen ăn tạp của chúng. Cấu trúc cơ thể thường khoảng 4-8 inch (10-20 cm). Hiện tại, kỷ lục câu cá thế giới về câu cá đen là 2.25 kg (5 lbs.0 oz.) Chiều dài tối đa đã được báo cáo cho một con cá đen là 19,3 inch (49 cm) và trọng lượng tối đa được xác định chỉ dưới 6 pounds (2.700 g). 

## Tập tính
Môi trường sống của Crappie đen là hồ, hồ chứa, hố, và các hồ bơi dẫn đường trong các con sông lớn. Chúng thích các khu vực có ít nước hoặc không có dòng nước trong, và bao phủ dồi dào như gỗ ngập nước hay thực vật dưới nước, cũng như cát hoặc đáy bùn như ở hồ, ao, suối. 
Giống như P. annularis, P. nigromaculatus rất mắn sinh sôi nảy nở và có xu hướng làm quá tải môi trường của nó, với những hậu quả tiêu cực đối với cả những con crappie và các loài cá khác.
Chúng là loài cá ăn sớm vào buổi sáng và khoảng nửa đêm cho đến khoảng 2 giờ sáng. Các cá thể nhỏ hơn khoảng 16 cm chiều dài ăn các sinh vật phù du và các loài giáp xác nhỏ, trong khi các cá thể lớn hơn ăn cá nhỏ (như cá mòi sông-shad), cũng như cá trích. Những con cá đen crappie trưởng thành ăn ít cá hơn crappie trắng. Thay vào đó chúng sẽ tiêu thụ một lượng lớn côn trùng và động vật giáp xác, tôm giống, Neomysis awatschensis, cũng như amphipods, và Corophium, là loại thường được ăn bởi tất cả các con Crappie đen.
Mặc dù chế độ ăn uống này phổ biến nói chung, chế độ ăn uống của chúng có thể thay đổi đáng kể dựa trên môi trường sống, tính sẵn có của thực phẩm và các yếu tố sinh học khác như số lượng cạnh tranh tài nguyên. Những con cá non, nhỏ bé có xu hướng ăn thịt động vật không xương sống nhỏ và biến thành chế độ ăn cá đầy đủ khi trưởng thành đến khi thuần thục trưởng thành. Chế độ ăn uống của nó khi trưởng thành có khuynh hướng ít bị chi phối bởi những con cá khác so với chế độ ăn uống của một con Crappie trắng. 

## Sinh sản
Những con cá Crappies đen trưởng thành ở khoảng thời gian từ 2-4 năm. Sự tăng trưởng trong bốn năm đầu tiên của cuộc đời là nhanh hơn trong vùng nước ấm của vùng phía nam của dải phân cách so với trong vùng nước lạnh hơn ở phía bắc. Crappie trắng có tỷ lệ tăng trưởng cao hơn về chiều dài so với cá đen Crappie. Hầu hết các loài cá được đánh bắt khi câu thể thao đều từ 2 đến 5 tuổi. Mùa sinh sản thay đổi theo vị trí, do phạm vi lớn của các loài. Nhiệt độ đẻ trứng thích hợp là 14-20 °C (58-68 °F) và chúng đẻ trứng vào mùa xuân và đầu hè.
Con đực sử dụng thân thể và đuôi của chúng để quét sạch một vùng đất cát hoặc bùn dưới nước nông (sâu từ 1 đến 6 feet) thường gần bờ biển và thảm thực vật để tạo tổ. Crappies đen dường như làm tổ trong những khu vực được bảo vệ nhiều nhất (như những nơi có mảnh gỗ hoặc thảm thực vật sống). Những con Crappies cái đẻ trung bình 40.000 trứng, trứng hình cầu, số lượng tùy thuộc vào độ tuổi và kích cỡ của chúng. Sau khi đẻ trứng, con đực sẽ canh ổ cho đến khi trứng nở, thường là khoảng 2-3 ngày. Ấu trùng cá mới nở.